# Gangsta Boo
Lola Mitchell (também conhecida como Gangsta Boo ou Lady Boo)  (Memphis, Tennessee, 7 de agosto de 1979 – 1 de janeiro de 2023) foi uma cantora de rap dos Estados Unidos. Ela era o único membro feminino do grupo de rap surgido nesta mesma cidade, o Three 6 Mafia. Boo deixou o grupo seguindo o lançamento do álbum When the Smoke Clears: Sixty 6, Sixty 1, por problemas financeiros e diferenças religiosas. Recentemente, ela lançou sua mais nova mixtape The Rumors com DJ Drama e a participação de vários artistas como Gucci Mane, JBar, Shawnna, 8 Ball e MJG entre outros.

## Biografia
Lola Chantrelle Mitchell nasceu na área de Whitehaven em Memphis, Tennessee, em 7 de agosto de 1979. Ela era de uma família de classe média que mais tarde "se mudou para o bairro" depois que seus pais se divorciaram. Ela começou a fazer rap por volta dos 14 anos.

### Carreira
O primeiro álbum solo de Boo, Enquiring Minds, foi lançado em 1998 e alcançou o número quinze na parada de álbuns de R&B/Hip-Hop da Billboard e o número 46 na Billboard 200.  O álbum trazia o hit surpresa "Where Dem Dollas At!?".
Boo lançou seu segundo álbum, Both Worlds *69, em 2001, que alcançou a oitava posição na parada R&B/Hip-Hop e a 29ª posição na Billboard 200.  Em 2003, ela lançou seu terceiro álbum, Enquiring Minds II: The Soap Opera. O álbum alcançou a posição 53 na parada de R&B/Hip-Hop e 24 na parada de álbuns independentes. 

### Morte
Mitchell foi encontrada morta em sua casa em 1º de janeiro de 2023, aos 43 anos. O fundador da Three 6 Mafia, DJ Paul, confirmou sua morte via Instagram.  Seu corpo foi encontrado em sua varanda por volta das 16h, horário local. Suas lutas anteriores com o abuso de substâncias aparentemente fizeram parte de sua morte. Fontes próximas a Gangsta Boo dizem acreditar que ela morreu de overdose de drogas. Uma atualização do TMZ ofereceu as mesmas informações. Fontes do site dizem que a droga Fentanil tenha sido o motivo da morte da artista.

## Discografia

### Álbuns de estúdio
- 1998 - Enquiring Minds
- 2001 - Both Worlds *69
- 2003 - Enquiring Minds II: The Soap Opera
- 2014 - Witch (with La Chat)

### Mixtapes
- 2006 - Still Gangsta (with DJ Smallz)
- 2007 - Memphis Queen Is Back
- 2009 - The Rumors (with DJ Drama)
- 2010 - Miss.Com (with DJ Fletch)
- 2011 - 4 Da Hood
- 2011 - Foreva Gangsta
- 2013 - It's Game Involved
- 2014 - Underground Cassette Tape Music
- 2015 - Diamonds, Candy and Pill's

### ComThree 6 Mafia
- 1995 - Mystic Stylez
- 1996 - Chapter: 1 The End
- 1997 - Chapter 2: World Domination
- 2000 - When the Smoke Clears: Sixty 6, Sixty 1
- 2001 - Choices: The Album